# 李进军
李进军（1956年5月22日—），江苏江阴人，中华人民共和国外交官。1984年6月，加入中国共产党。

## 生平
李进军小学、初中、高中均就读于南京外国语学校，小学三年级时进入德语班。他在1972年进入上海外国语学院德法系德语专业学习，1974年赴联邦德国海德堡大学应用德语系学习，1976年毕业。1975年9月（一说1976年4月），他进入中共中央对外联络部八局三处工作，1984年升为八局三处副处长。1987年6月，他被派到驻联邦德国大使馆工作，历任二等秘书、一等秘书。1991年8月，他返回中联部，担任西欧局德奥处处长。1993年9月至1994年10月，他在山东省桓台县担任中共县委副书记。1994年10月，他回到中联部担任经济联络中心副主任，后升为主任。这期间，他兼任中国华联国际贸易公司总经理。1997年7月，他改任中联部办公厅主任。1999年7月，他改任中联部西欧局局长。2001年2月，出任中华人民共和国驻缅甸大使。2005年11月，出任中国驻菲律宾大使。
2007年，调回中联部，担任副部长。2015年3月，出任中华人民共和国驻朝鲜大使。2021年12月，卸任驻朝大使。

## 荣誉

### 外国勋章奖章
- 一级友谊勋章（朝鲜，2021年12月22日于平壤万寿台议事堂颁发[8]）